# Miguel Martínez de Corta
Miguel Martínez de Corta (Logronyo, 25 de novembre de 1981) és un futbolista riojà, que ocupa la posició de porter.
Va passar pels filials del FC Barcelona i del Reial Saragossa. Amb els aragonesos hi va disputar quatre partits a Segona Divisió, la temporada 02/03, en els quals hi va rebre cinc gols. Després de tres anys com a tercer porter saragossista i d'anar cedit al Zamora CF i a la UE Lleida, el 2008 fitxa per un altre equip d'Aragó, la SD Huesca.